# Sami Vatanen
Sami Vatanen (Jyväskylä, 3 giugno 1991) è un hockeista su ghiaccio finlandese.

## Palmarès

### Club
- Campionato finlandese: 1

JYP: 2011-2012
- Campionato svizzero: 1

Ginevra-Servette: 2022-2023

### Nazionali

#### Olimpiadi invernali
- Bronzo a Soči 2014

#### Mondiali Under-18
- Bronzo a Stati Uniti 2009